# Вакцина против рака
Вакцина против рака спада у групу вакцина у истраживању, која или лечи постојећи рак или спречава његов даљи развој . Вакцине које лече постојећи рак познате су као терапијске вакцине,  за разлику од друга група ових вакцина користе у превенцији и спречавању проширења  рака. Неке су „аутологне“,  јер се припремају  из узорака узетих од пацијента и специфичне јер су направљене специфично само за особу која се лечи том вакцином.
Од вакцина против рака у будућности се много очекује јер се тако подстиче имунитет према одређеном тумору, код одређеног пацијента, па је развој вакцине против малигних  облика рака свакако један од значајних праваца у имунотерапији ових болести у оквиру нове стратегије лечења у онкологији.
Како је овај вид лечења ефикасан само код неких пацијената, и зато је код неких раст тумора успорен, а код неких је неефикасан. Такође овај вид лечења спада у вид персонализоване медицине која укључује комплексну манипулацију ћелијама у лабораторијским условима, и јако је скуп. 

## Опште информације
Према истаживањима научници мисле да ћелије рака уништавају имуни систем, што доводи до његовог ширења и стварања тумора. Како неке врсте рака као на пример рак грлића материцеи јетре, узрокују вируси (онковируси), традиционалне вакцине против тих вируса, попут ХПВ вакцине и вакцине против хепатитиса Б, спречавају појаву ове врсте рака. 
Други облици рака донекле су узроковани бактеријским инфекцијама (нпр рак желуца хликобактером пилори), оне се евентуално могу третирати традиционалним вакцинама против онкобактерија које узрокују рак.
Проблеми и предуслови
Зашто је ова врста лечења ефикасна само код неких пацијената, док код других само успорава раст тумора, а код неких је неефокасна, данас знамо зато што:
- Прво - многи тумори нису довољно имуногени да покрену ефикасан имунски одговор а тиме и субијање туморских ћелија.
- Друго — чак и када се ствара довољно ефикасан имунитет, у тумору постоје бројни механизми којима он онемогућава деловање имунског система. Зато је према речима проф. др Миодраг Чолића, имунолога и редовног члана Одељења медицинских наука САНУ......смањење тих инхибицијских ефеката у тумору предуслов је за активирање како већ постојећег система којим имунске ћелије уништавају тумор, тако и имунског деловања против тумора које је додатно подстакнуто применом специфичних вакцина.

## Метода
Како би вакцина била корисна, докто узима узорак крви пацијента и одваја главни протеин. Помоћу тог протеина праве се антигела који ће симулирати тело како би се изборио са раком. У току су истраживања о вакцинама против рака за лечење карцинома дојке, плућа, дебелог црева, коже, бубрега, простате и других карцинома.
Тренутне вакцине које су у истреаживању, састоје се од две супстанце (засноване на Т ћелијама), које имају особину да реагују на велику количину протеина која је присутна у ћелијама рака.
- Прва супстанца је кратка секвенца ДНК која појачава експресију са оближњим имунолошким ћелијама.

рецептор за активацију на површини  Т-ћелија, који су најзначајнији у борби против рака.   
- Друга компонента је антитело које се везује за рецептор, активира Т ћелије и напада ћелије рака.

У том процесу активиране Т ћелије, након уништавања жариштау туморског процеса, проналазе преостале ћелије рака у телу и такође их уклањају.
Тренутно у истраживањима, заснованим на напред наведеном приступу,  успешано је излечено 87 од 90 мишева од једног од најзлоћудинијих облика рака, карцинома. Тек када овакав тест прође добро код људи, вакцина би се могла  успешно користити код свих врста карцинома.